# Cha 110913-773444
Cha 110913-773444 هو جرم سماوي يتبع كوكبة الحرباء. اكتشفها Kevin Luhman ‏ في 2004.

## روابط خارجية
- Cha 110913-773444 على موقع ويكي سكاي: DSS2, SDSS, GALEX, IRAS, Hydrogen α, X-Ray, Astrophoto, Sky Map, Articles and images